# Pseudoleskea saxicola
Pseudoleskea saxicola là một loài Rêu trong họ Leskeaceae. Loài này được (Schimp.) H.A. Crum, Steere & L.E. Anderson miêu tả khoa học đầu tiên năm 1964.